# フランク・バイヤー

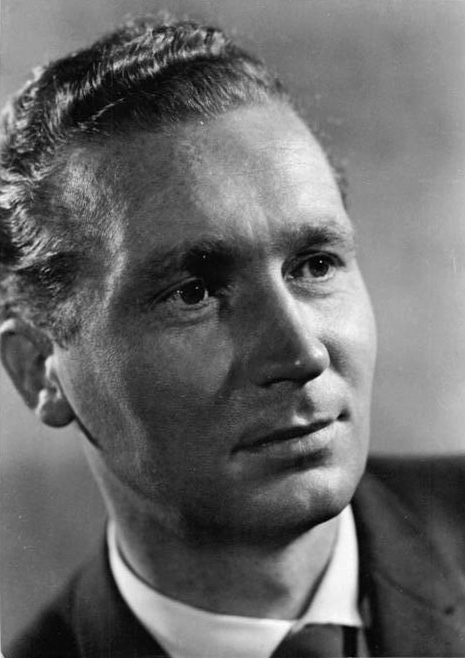
バイヤー（1966年）

フランク・バイヤー（Frank Beyer  発音、1936年5月26日 - 2006年10月1日）はドイツの映画監督。

## 来歴
ドイツ生まれ。地方の劇団で劇を書き始めるのが、彼のキャリアの始まりである。1950年代中頃、プラハにあるFAMU（チェコスロバキア国立映画学院）で映画監督業について学び、そこで助監督を務めた。1957年彼がそこを卒業すると、ポツダム-バーベルスベルクにあるDEFA（東ドイツ唯一のスタジオ）で監督として働きはじめ、1966年までそこを中心に活動する。だが、1966年の“Spur der Steine/Traces of the Stone ”が当局によって公開不許可になってしまう。再び有名になるのは1974年『嘘つきヤコブ』で、1976年度米国アカデミー外国語映画賞候補になってからである。この映画は『聖なる嘘つき/その名はジェイコブ』(1999)として、ロビン・ウィリアムズ主演で再映画化された。
1989年までは東ドイツ当局の監視を受け、思うように映画が撮れなかったため、1960年代後半で映画監督業は失速する。ベルリンの壁崩壊後活動を再開し、ドレスデン州立劇場のプロデューサーや、テレビや映画のドラマの監督を務めた。バイヤーはドイツ映画アカデミーから生涯功労賞を受賞したほか、1993年ベルリン国際映画祭の実行委員長にもなった。また、ベルリン科学アカデミーからは、「西ドイツと東ドイツの文化を融合させた」ことで顕彰された。
彼の初期の作品で戦争映画のFünf Patronenhülsen/Five Bullets (1960)、Königskinder/Invincible Love (1962)、『裸で狼の群れのなかに』-Nackt unter Wölfen/Naked Among Wolves (1963)は傑作の誉れが高い。